# Heinrich von Leipzig
Heinrich Kurt von Leipzig (* 14. Februar 1866 in Dresden; † 5. Juni 1940) war ein sächsischer Verwaltungs- und Hofbeamter und Diplomat.

## Leben
Heinrich von Leipzig war Sohn des Königlichen sächsischen Kammerherrn Kurt von Leipzig und der Anna, geborene Brandt von Lindau. Nach dem Besuch des Vitzthum-Gymnasiums Dresden studierte er an der Kaiser-Wilhelms-Universität Straßburg, der Rheinischen Friedrich-Wilhelms-Universität Bonn und der Alma Mater Lipsiensis Rechtswissenschaften. 1885 wurde er Mitglied des Corps Borussia Bonn. Nach dem Studium trat er in den sächsischen Staatsdienst ein. Er wurde Landrichter, Regierungsassessor und Regierungsrat. 1902 war er Hilfsarbeiter bei der Kreishauptmannschaft Leipzig. Von 1906 bis 1909 war er Amtshauptmann der Amtshauptmannschaft Oschatz. Von 1914 bis 1918 war er Gesandter des Königreichs Sachsen am Großherzoglichen Hof von Sachsen-Weimar-Eisenach in Weimar.
Von Leipzig war wie sein Vater Königlicher sächsischer Kammerherr. Er war verheiratet mit Alexandra Adele Gisela Freiin von Beschwitz. Sie hatten zwei Söhne. Sein Grab befindet sich auf dem Trinitatisfriedhof in Dresden.

## Auszeichnungen
- Verleihung des Titels Exzellenz[1]